# تي. تي. تشانغ
تي. تي. تشانغ (بالصينية: 张德慈) (و. 1927 – 2006 م) هو عالم نبات، وعالم وراثة، وعالم بيئة ‏ صيني، ولد في شانغهاي، كان عضوًا في الأكاديمية الوطنية للعلوم (منذ 1994)، والأكاديمية البابوية للعلوم، والأكاديمية الصينية، توفي عن عمر يناهز 79 عاماً.

## التعليم
تعلم في جامعة منيسوتا، وتعلم في New York State College of Agriculture and Life Sciences at Cornell University ‏، وتعلم في جامعة كورنيل، وتعلم في جامعة القديس يوحنا
.

## جوائز
حصل على جوائز منها:

جائزة تايلور للإنجاز البيئي (1999)